# لئونید هاکوبیان
لئونید هاکوبیان (Լեոնիդ Սամսոնի Հակոբյան؛ زادهٔ ۵ ژوئن ۱۹۳۵ - درگذشته ۶ فوریهٔ ۲۰۰۲) یک اقتصاددان، سیاستمدار و استاد دانشگاه اهل ارمنستان بود که از تاریخ تا تاریخ در دولت‌های آرام سارگسیان و آندرانیک مارگاریان سمت وزیر توسعه شهری و مدیریت منطقه‌ای ارمنستان را برعهده داشت. وی نماینده دوره اول شورای عالی جمهوری ارمنستان و دوره‌های اول و دوم مجلس ملی جمهوری ارمنستان نیز بود.

## زندگی‌نامه
در ۵ ژوئن ۱۹۳۵ در به لنیناکان دنیا آمد . وی عضو فرهنگستان ملی علوم ارمنستان نیز بود. هاکوبیان در ۶ فوریهٔ ۲۰۰۲ در ایروان در سن ۶۶ سالگی درگذشت.